# Dreamkeeper
Dreamkeeper is een Amerikaanse televisiefilm uit 2003, onder regie van Steve Barron.

## Verhaal
I want to tell you a story as it was told to me. Zo start de zoektocht tussen twee generaties van mannen.
De oude Pete Chasing Horse is de verhalenverteller van het Pine Ridge reservaat. Zijn kleinzoon, de zeventien jaar oude Shane, raakt steeds meer op het slechte pad doordat hij zich heeft aangesloten bij een straatbende, de Dog Soldiers.
Wanneer zijn moeder hem opdraagt zijn opa naar de All-nations-cerenomy in New Mexico te brengen, geeft Shane gehoor aan dit verzoek. In de eerste plaats omdat hij de bende geld verschuldigd is. Veel zin voor deze roadtrip met zijn opa heeft hij immers niet.
En zo begint hun reis doorheen de open vlakte van Zuid Dakota. Opa gebruikt de tijd tijdens deze rondrit om zijn kleinzoon te confronteren met het verleden van de Indianen. Elk probleem/discussie countert hij met een verhaal uit het rijke verleden van verschillende stammen.
De legendes verhalen over liefde, nederigheid, moed, vrede,...
Zo hoopt hij zijn kleinzoon te overtuigen de weg van de 'Red road' te bewandelen.
Uiteindelijk ontstaat er een mooie vriendschap tussen beiden.

## Rolverdeling
| Acteur                   | Personage                 |
| ------------------------ | ------------------------- |
| August Schellenberg      | Pete Chasing Horse        |
| Eddie Spears             | Shane Chasing Horse       |
| Gil Birmingham           | Sam Chasing Horse         |
| Sheila Tousey            | Janine                    |
| Nathan Chasing Horse     | Verdel                    |
| Chaske Spencer           | Eagle Boy                 |
| Gloria Eshkibok          | Ugly Woman                |
| Kimberly Norris Guerrero | Beautiful Woman           |
| Sean Wei Mah             | High Horse                |
| Gordon Tootoosis         | Kills Enemy               |
| Michael Greyeyes         | Thunder Spirit            |
| Alex Rice                | She-Crosses-The-Water     |
| Elizabeth Sage           | Blue Bird Woman           |
| Elizabeth Sage           | Mae Little Wounded        |
| Casey Camp-Horinek       | Sky Woman                 |
| Griffin Powell-Arcand    | Thunder Boy               |
| Margo Kane               | Clan Mother               |
| Scott Grimes             | Red-Headed Stranger/Tehan |
| Delanni Studi            | Talks A Lot               |
| Nathaniel Arcand         | Broken Lance              |
| Patric James Bird        | Big Bow                   |
| David McNally            | The Colonel               |
| Darren Lucas             | Second Soldier            |
| Dave Leader              | Young Soldier             |
| Clifford Crane Bear      | Older Kiowa               |
| Kyle Daniels             | Little Hand               |
| John Trudell             | Coyote                    |
| Gary Farmer              | Iktome                    |
| George Aguilar           | Grandfather               |
| Geraldine Keams          | Iktomùes vrouw            |
| Dakota House             | Dirty Belly               |
| Tantoo Cardinal          | Old Woman                 |
| Floyd Red Crow Westerman | Iron Spoon                |
| Sheena Shymanski         | Iron Spoons dochter       |
| Teneil Whiskey Jack      | Quillwork Girl            |
| Michelle Thrush          | Morning Horse             |
| Terry Bigcharles         | First Brother             |
| Simon Baker              | Second Brother            |
| Willam Daniels           | Third Brother             |
| Zachary Nolan Auger      | Fourth Brother            |
| Sarain Waskawitch        | Fifth Brother             |
| Cody Lightning           | Sixth Brother             |
| Russell Badger           | War Chief                 |
| Cliff Soloman            | Village Chief             |
| Misty Upham              | Chiefs dochter            |
| Lawrence Bayne           | Raven                     |
| Travis Dugas             | Ekuskini                  |
| Tyrone Tootoosis         | Whirlwind Dreamer         |
| Sammy Simon              | Ghost Hunter              |
| Stag Big Sorrel Horse    | Hunter                    |
| Jimmy Herman             | Elder                     |
| Wilma Pelly              | Old Woman                 |

## Prijzen en nominaties
2003
- De American Indian Movie Award voor beste film - gewonnen

2004
- De Saturn Award voor beste televiepresentatie
- De Emmy Award voor Outstanding Special Visual Effects for a Miniseries, Movie or a Special - gewonnen
- De Emmy Award voor Outstanding Hairstyling for a Miniseries, Movie or a Special
- De Golden Reel Award voor Best Sound Editing in Television Long Form - Music